# Jamila Lunkuse
Jamila Lunkuse, född 1 januari 1997, är en ugandisk simmare.
Lunkuse tävlade för Uganda vid olympiska sommarspelen 2012 i London, där hon blev utslagen i försöksheatet på 50 meter frisim. Vid olympiska sommarspelen 2016 i Rio de Janeiro blev Lunkuse utslagen i försöksheatet på 100 meter bröstsim.